# Anna Elisabeth Rosmus
Anna Elisabeth Rosmus, danes Anja Rosmus Wenninger, nemška pisateljica, je bila rojena leta 1960 v Passauu.

## Življenje
Težišče njenega udejstvovanja so bili Židje in njih zgodovina v rojstnem kraju Passau. Ko je to raziskavala je doživela mnogo nasprotovanja. Niso ji hoteli pokazati osebnih podatkov NS-nadžupana Maxa Moosbauerja. Končno si je to izbojevala pri sodišču. Izkazalo se je, da je mnogo vodilnih passauskih osebnosti bilo nacionalsocialistov. Vse to je zajela v knjigo „ Odpor in zasledovanje na primeru Passau-a, v letih 1933-1939). Zavzema se za postavitev primernih NS-spomenikov, kot npr. v Passau-u, kjer pa te zahteve še vedno ne podpirajo. 
V rojstnem mestu je deležna sovražnosti, ogroženosti ( Molotow-Cocktail skozi okno). Smatrali so jo zza osebo, ki škoduje svojemu mestu. 
Že 15 let podvzema A.R. redno z US-Veterani 2. Svetovne vojne potovanja v Združene države Amerike. Letno organizira spominska srečanja med veterani in domačini v Nemčiji in Avstriji. 
Živi blizu Maryland-a. Ana Rosmus zastopa od leta 2009 ZDA v mednarodnem svetu Avstrijske službe v tujini.
1. ↑  Normativna kontrola Kongresne knjižnice — Library of Congress.